# Sergio Japino
Sergio Japino, all'anagrafe Sergio Candido Iapino (Ventotene, 17 settembre 1952), è un regista, autore televisivo, coreografo ed ex ballerino italiano.

## Biografia
Formatosi come ballerino alla scuola di Gino Landi, Sergio Japino intraprende la propria carriera in televisione nei primi anni ottanta, come coreografo per Fantastico 3 e per Pronto, Raffaella?. Proprio in questo periodo incomincia il sodalizio artistico fra Japino e la presentatrice Raffaella Carrà. Tale collaborazione li porterà a firmare alcune importanti produzioni televisive. I due hanno avuto a lungo anche una relazione sentimentale, la cui conclusione, alla fine degli anni novanta, non ha impedito il prosieguo della collaborazione lavorativa. Nel 1982 ha firmato la regia dello spettacolo dal vivo Fantastico show, andato in scena in tutta Italia, a Roma al Teatro Sistina. 
Lavora come regista, coautore e coreografo in molte trasmissioni della Carrà, come la trasmissione, del 1988, Raffaella Carrà Show. La sua partecipazione al programma lo porta a essere ospite d'onore nel programma Benvenuta Raffaella, speciale del dicembre 1987, che rappresentava il dietro le quinte del nuovo show della Carrà per Fininvest, con brevi interviste alla Carrà e a Japino. Partecipa in molte altre trasmissioni, come regista e coreografo, nel 1989, Il Principe Azzurro, e nel 1990-1991, Ricomincio da Due, entrambe con Raffaella. 
Nel 1991 è alla regia di Fantastico 12. Firma anche il successo di Carràmba! che sorpresa e Carràmba! che fortuna, programmi con i quali la Carrà torna alla televisione italiana dopo un lungo periodo trascorso in Spagna con la società Europroducciones alla guida dei programmi di successo Hola Raffaella!, A las 8 con Raffaella e En Casa con Raffaella. Nel 2008 si è occupato della regia del programma Salvemos Eurovisión, condotto dalla Carrà sulla TVE, e ha curato la regia del programma legato all'Eurovision Song Contest 2011 su Rai 2, sempre condotto dalla Carrà. Nel 2019 è il regista del programma di interviste di prima serata su Rai 3, A raccontare comincia tu, per due edizioni, in primavera e in autunno, condotto dalla Carrà. 
Sergio Japino, che ha una figlia di nome Jessica, è molto legato all'Argentario, in modo particolare a Porto Santo Stefano, dove vivevano i genitori. È presidente onorario del Rione Valle, quartiere cittadino che partecipa al Palio Marinaro dell'Argentario.

## Televisione
- Giandomenico Fracchia - Sogni proibiti di uno di noi (Programma Nazionale, 1975) – ballerino
- Bambole, non c'è una lira (Rete 1, 1977) – ballerino
- Millemilioni (Rete 2, 1981) – primo ballerino e assistente coreografo
- Fantastico 3 (Rete 1, 1982) – coreografo
- Pronto, Raffaella? (Rai Uno, 1983-1985) – coreografo
- Buonasera Raffaella (Rai Uno, 1985) – coreografo
- Domenica in (Rai Uno, 1986) – autore
- Raffaella Carrà Show (Canale 5, 1988) – coreografie, autore e regia
- Il principe azzurro (Canale 5, 1989) –  coreografie, autore e regia
- Raffaella Venerdì, Sabato e Domenica... E saranno famosi (Rai Due, 1990) – autore e regia
- Ricomincio da due (Rai Due, 1990) – regia
- Cuando calienta el sol - Saint Vincent Estate 1991 (Rai Uno, 1991) – regia
- Fantastico 12 (Rai Uno, 1991) – regia
- Sevilla sogna (Rai Uno, 1992) – autore e regia
- ¡Hola Raffaella! (TVE, 1992) – autore
- A las 8 con Raffaella, (TVE, 1993) – regia
- En casa con Raffaella (Tele 5, 1993) – regia
- Carràmba! Che sorpresa (Rai Uno, 1995) – autore e regia
- I cervelloni (Rai Uno, 1996) – autore e regia
- Tutto in una notte (Rai Uno, 1996) – regia
- Carràmba! Che sorpresa (Rai Uno, 1996) – autore e regia
- Furore (Rai Due, 1997) – autore e regia
- Carràmba! Che sorpresa (Rai Uno, 1998) – autore e regia
- Centoventitré (Rai Uno, 1998) – regia
- Carràmba! Che fortuna (Rai Uno, 1998) – autore e regia
- Segreti e bugie (Rai Uno, 1999) – autore e regia
- Navigator - Alla ricerca di Ulisse (Rai Uno, 1999) – autore e regia
- Carràmba! Che fortuna (Rai Uno, 1999) – autore e regia
- Carràmba! Che fortuna (Rai Uno, 2000) – autore e regia
- Festival della Canzone Italiana (Rai Uno, 2001) – regia
- Dopo il festival tutti da me (Rai Uno, 2001) – regia
- Carràmba! Che sorpresa (Rai Uno, 2002) – autore e regia
- Sogni (Rai Uno, 2004) – regia
- Amore (Rai Uno, 2006) – regia
- Salvemos Eurovisión (TVE, 2008) – regia
- Carràmba! Che fortuna (Rai Uno, 2008) – autore e regia
- Il Gran Concerto (Rai Tre, 2008) – regia
- Eurovision Song Contest 2011 (Rai 5/Rai 2, 2011) – seconda semifinale e finale (regia)
- The Voice (Rai 2, 2013) – autore
- The Voice (Rai 2, 2014) – autore
- Forte forte forte (Rai 1, 2015) – ideatore e regia
- The Voice (Rai 2, 2016) – autore
- A raccontare comincia tu (Rai 3, 2019) – regia

## Teatro in TV
- Rugantino (musical), regia di Gino Landi (Rete 1, 1978) – attore
- Caroline Francke (Rai Due, 2004) – regia teatrale

## Teatro
- Fantastico show (1982) – regia
- L'ultimo Tarzan (1998-1999) – regia
- Il padre della sposa (1999-2001) – regia
- Emozioni (musical) (2001-2003) – autore e regia
- È ricca, la sposo e l'ammazzo, ispirato al film omonimo (2001-2003) – regia
- Rumore - Raffaella Carrà Dance Tribute (2023-2025) – regia e direzione artistica

## Spot pubblicitari
- Specialisti in lubrificazioni per Mobil Oil, regia di Duilio Giovagnorio (1974)